# Lesbisch Archief Nijmegen
Het Lesbisch Archief Nijmegen (LAN) is het enige nog bestaande zelfstandige lesbisch archief in Nederland. Het werd in 1982 opgericht als collectief en opende haar deuren op 19 januari 1985. Het archief werd opgezet met het doel om bronnen te verzamelen en te bewaren die de levens en ervaringen van lesbische vrouwen en activiteiten weerspiegelden. Zo zou het archief bijdragen aan het zelfbewustzijn van lesbische vrouwen en het vormen van een lesbische cultuur. Het archief beslaat vandaag de dag bijna de hele Nijmeegse LHBTQI+ geschiedenis van 1970 tot 2000.
Het archief werd opgezet na een landelijke vergadering over het oprichten van lesbische archieven in Nederland. Daarna begonnen de vrouwen van het collectief alles wat ze konden vinden over lesbische vrouwen te verzamelen, waaronder foto's, buttons en affiches. In eerste instantie werden deze bewaard in het huis van een van de oprichters, voordat het archief in 1985 in homohuis Villa Lila kon plaatsnemen. Door de verkoop van Villa Lila in 2011 moest het archief verhuizen naar een nieuwe locatie in het Nijmeegse Bottendaal.